# TPE-Puffer
TPE-Puffer (Tris-Phosphat-EDTA-Puffer) ist ein Elektrophoresepuffer, der in der Biochemie und Molekularbiologie im Zuge einer Agarose-Gelelektrophorese zur Trennung von Nukleinsäuren wie DNA oder RNA verwendet wird.

## Eigenschaften
Der TPE-Puffer ist aus TRIS (89 mM), Phosphorsäure (1,3 % m/V) und EDTA (2 mM) zusammengesetzt. Alternativ verwendete Puffer sind der TAE-Puffer, der TBE-Puffer, der SB-Puffer und der Lithiumborat-Puffer. TPE-Puffer hat eine höhere Pufferkapazität als TAE-Puffer, d. h. die Elektrophorese kann länger laufen, ohne dass sich der pH-Wert verändert. Bei großen DNA-Molekülen erzeugt es eine bessere Trennung als TAE-Puffer, während es bei kleinen DNA-Molekülen zu einer schlechteren Trennung führt.